# Servicii Salubritate București
Servicii Salubritate București (SSB) este o companie de salubrizare din România, parte a grupului Iridex.
Compania își desfășoară activitatea în localitățile București, Ploiești și Bușteni.
Societatea a fost înființată în vara lui 2000 iar acționarul majoritar (direct și indirect) este Corneliu Pascu, unul dintre apropiații lui Dan Voiculescu.
Până la sfârșitul lui 2004, cântărețul Bogdan Croitoru (nume de scenă: Fizz) a fost administrator și acționar SSB.
De asemenea și mama acestuia, Doina Croitoru, a deținut acțiuni în companie.